# Hechtia
Hechtia es un género con alrededor de 50 especies de plantas de flores perteneciente a la familia Bromeliaceae subfamilia Pitcairnioideae, fue nombrado en honor de  Julius Gottfried Conrad Hecht. Es originario de América desde Texas hasta Nicaragua.  Comprende 85 especies descritas y de estas, solo 54 aceptadas.

## Descripción
Son plantas de hábitos terrestres o epilíticas (raramente epífitas), acaulescentes a caulescentes, ocasionalmente estoloníferas; plantas dioicas. Hojas arrosetadas, patentes a recurvadas, espinosas o a veces espinulosas, espinescentes. Escapo bien desarrollado, terminal o lateral, erecto o ascendente, brácteas inferiores del escapo frecuentemente foliáceas; inflorescencia simple o compuesta y paniculada con ramas capitadas a laxas y alargadas, flores dimorfas, los pétalos estaminados y pistilados simétricos, glabros u ocasionalmente lepidotos; pétalos estaminados elípticos o en apariencia espatulados cuando secos, libres o brevemente connados basalmente, generalmente verdes o blancos, raramente rojos, glabros o raramente lepidotos; filamentos libres o adnados a los pétalos; pétalos pistilados triangulares u ovados, verdes o blancos, raramente rojos, glabros o raramente lepidotos; ovario marcadamente súpero a marcadamente ínfero. Fruto una cápsula dehiscente, generalmente glabra, pero ocasionalmente lepidota; semillas típicamente con apéndices.

## Taxonomía
El género fue descrito por Johann Friedrich Klotzsch y publicado en Allgemeine Gartenzeitung 3: 401. 1835. La especie tipo es: Hechtia stenopetala
Etimología
Hechtia: nombre genérico otorgado en honor de Julius Gottfried Conrad Hecht (1771-1837), consejero alemán del Rey de Prusia.

## Especies aceptadas
A continuación se brinda un listado de las especies del género Hechtia aceptadas hasta octubre de 2013, ordenadas alfabéticamente. Para cada una se indica el nombre binomial seguido del autor, abreviado según las convenciones y usos.
| - Hechtia argentea Baker - Hechtia caerulea (Matuda) L.B. Smith - Hechtia capituligera Mez - Hechtia carlsoniae Burt-Utley & J. Utley - Hechtia caudata L.B. Smith - Hechtia confusa L.B. Smith - Hechtia conzattiana L.B. Smith - Hechtia dichroantha Donnell Smith - Hechtia elliptica L.B. Smith - Hechtia epigyna Harms - Hechtia fosteriana L.B. Smith - Hechtia fragilis Burt-Utley & J. Utley - Hechtia galeottii Mez - Hechtia gayorum L.W. Lenz - Hechtia glabra Brandegee - Hechtia glauca Burt-Utley & J. Utley - Hechtia glomerata Zuccarini - Hechtia guatemalensis Mez - Hechtia iltisii Burt-Utley & J. Utley - Hechtia jaliscana L.B. Smith - Hechtia laevis L.B. Smith - Hechtia lanata L.B. Smith - Hechtia laxissima L.B. Smith - Hechtia liebmannii - Hechtia lindmanioides L.B. Smith - Hechtia lundelliorum L.B. Smith - Hechtia lyman-smithii Burt-Utley & J. Utley - Hechtia malvernii Gilmartin | - Hechtia marnier-lapostollei L.B. Smith - Hechtia matudae L.B. Smith - Hechtia melanocarpa L.B. Smith - Hechtia mexicana L.B. Smith - Hechtia montana Brandegee - Hechtia montis-frigidi - Hechtia mooreana L.B. Smith - Hechtia nuusaviorum Espejo & López-Ferrari - Hechtia pedicellata S. Watson - Hechtia perotensis I. Ramírez & Martínez-Correa - Hechtia podantha Mez - Hechtia pretiosa Espejo & López-Ferrari - Hechtia purhepecha - Hechtia pumila Burt-Utley & J. Utley - Hechtia reflexa L.B. Smith - Hechtia reticulata L.B. Smith - Hechtia rosea E. Morren ex Baker - Hechtia roseana L.B. Smith - Hechtia rubicunda - Hechtia schottii Baker ex Hemsley - Hechtia sphaeroblasta B.L. Robinson - Hechtia stenopetala Klotzsch - Hechtia suaveolens E. Morren ex Mez - Hechtia subalata L.B. Smith - Hechtia texensis S. Watson - Hechtia tillandsioides (André) L.B. Smith - Hechtia zacatecae L.B. Smith - Hechtia zamudioi Espejo, López-Ferrari & I. Ramírez |